# Iphiaulax ornatus
Iphiaulax ornatus är en stekelart som först beskrevs av Léon Abel Provancher 1880.  Iphiaulax ornatus ingår i släktet Iphiaulax och familjen bracksteklar. Inga underarter finns listade i Catalogue of Life.